# Le Village dans les nuages
Le Village dans les nuages est une série télévisée française pour enfants en 650 épisodes créée par Christophe Izard, produite par TF1-SFP et diffusée du 13 septembre 1982 au 28 juin 1985 sur TF1. Elle a succédé à L'Île aux enfants et est composée comme cette dernière d'une histoire mettant en scène les personnages principaux, entrecoupée de courtes séquences d'animation ou en prises de vues réelles.
L'émission est rediffusée en séquences de 10 minutes dans Salut les petits loups du 9 septembre 1985 au 27 décembre 1985 sur TF1.

## Synopsis
L'émission met en scène deux familles d'extra-terrestres appelés les « Zabars », venus d'une planète lointaine : Artas.
- Famille Paltok : Paltok, le père (de couleur jaune), Kalamine la mère (de couleur violette) et Patanok leur fils (de couleur bleue). Deux saisons plus tard arrivent Lilika (la nièce de Paltok et Kalamine ).
- Famille Tirok : Tirok (de couleur verte) et sa nièce Nouka (de couleur rose), rejoints quelques années plus tard par un cousin de Nouka, Biribok (de couleur marron).

À bord de leur vaisseau, ils parcourent l'espace. Leur vaisseau spatial subit une panne technique juste au moment même où une météorite se dirige sur eux ; ils ont alors à peine le temps de prendre leur soucoupe de secours, le spatioglob, et de s'échapper.
Arrivés à proximité de la Terre et contraints de s'arrêter sur le premier nuage qui se trouve sur leur chemin, le pilote Tirok découvre au milieu des nuages un drôle de village. Celui-ci a non seulement l'étrange particularité d'être perché au-dessus de la Terre, mais en plus, il se trouve habité par deux vieux terriens, Oscar Paterne, l'ancien garde-champêtre du village, et Émilien Dubœuf, ancien berger.
Les Zabars vont prendre possession des lieux, ce qui ne va pas manquer de provoquer bien souvent de vives discussions entre les deux vieillards et ces nouveaux habitants. Ils modernisent le village tout d'abord en y installant un ordinateur appelé Ding-ding, doté de plusieurs programmes créés par Tirok et Paltok, dont les missions sont principalement le pilotage du nuage et la programmation du temps.
Le nuage dépose ainsi pluie, vent ou neige sur les régions qui le demandent et c'est Kalamine, la mère de Patanok, qui fabrique les gouttes de rosée ou cisèle les flocons de neige. Paltok, le pilote du spatioglob, et Tirok, l'ingénieur des zabars, veillent au bon fonctionnement de l'ordinateur ainsi que du nuage. Ils construisent également un poste de commande et une rampe de lancement pour le spatioglob. Sur le poste de commande de Ding-ding, les Zabars peuvent facilement voir les régions survolées grâce au vidéotéléscope.
Nouka, Lilika, Patanok et Biribok adorent s'amuser aux fluoraquettes, chanter, danser et écouter les histoires que leur racontent Émilien et Oscar. Ce dernier adore faire des blagues avec la complicité de Lilika.
De nombreux invités Terriens, parmi lesquels Hubert Boulon de la Vis et Gladys Borrington, montent régulièrement sur le nuage pour rendre visite aux habitants, en empruntant le gros haricot magique qui sert de lien avec la Terre. Les Zabars reçoivent aussi des messages dans leur jolie boite à messages placée à l'avant du nuage.

## Distribution
- Gérard Camoin : Paltok
- Claude Bordier : Kalamine
- Pierre Pirol : Patanok
- Valérie Despuech : Lilika
- Jean-Louis Terrangle : Tirok
- Aline Still : Nouka
- Jean-Pierre Viltange : Biribok
- Patrick Bricard : Karpok (voix)
- Yves Brunier : Oscar Paterne
- Boris Scheigam : Émilien Duboeuf
- Marie-Laure Fauthoux : Mimi
- Éliane Gauthier : Ding- Ding (voix)
- Michel Muller : Théodule Pitou, le cuisinier terrien

## Générique
Le générique est créé par l'illustratrice et animatrice Anne Hofer. Il mêle des séquences animées classiques et des effets visuels réalisés électroniquement à l'aide d'un Scanimate.
La chanson est interprétée par Dominique Poulain, avec des paroles de Christophe Izard et une musique de Roger Pouly.

## Séquences intercalaires
Comme dans L'Île aux enfants, chaque épisode contient de nombreuses séquences intercalaires, qui généralement interrompent abruptement le récit.
Ces séquences sont parfois produites directement par la SFP, notamment les dessins animés standard. D'autres sont réalisées par des sociétés partenaires créditées comme producteurs délégués, particulièrement Bélokapi, spécialisée dans l'animation stop-motion, et Channel 80 dans les marionnettes.

### Animations en volume (stop-motion)
- Les Engrenages, en papier découpé
- Les Contes du singe bleu, en pâte à modeler

### Marionnettes
- Les Souvenirs d'Oscar et Émilien, avec les deux habitants terriens du Village
- Marie-Charlotte, de Jean-Daniel Verhaeghe et Dominique Richard

- Phyl, Phol et Phollet ou encore La Minute des petites sorcières
- Les Gouttes d'eau
- La Forge
- Le Hérisson et le Coiffeur
- Le Petit Jour
- L'Arrêt du bus
- Les Compagnons du dragon
- Coloquinte et Potiron, d'Yves Brunier

### Autres séries
La plupart des autres séries sont réalisés en dessin animé standard.
- Amstram gram, en dessin animé standard, produit par Bélokapi
- Les Boules et les Cubes, de Jean-Louis Fournier et Gilles Gay, produit par Channel 80
- M le Martien, produit par Bélokapi
- Georges le rouge-gorge de Jacques Lelièvre
- Léon le caméléon de Jacques Lelièvre également
- Simon le petit démon
- Draky le vampire
- Souristory, d'Anne Hofer
- La Minute du poulailler et de la basse-cour, de Gilles Gay
- Pilou le kangourou
- Star et Kobol.

## Autour de la série
- Yves Brunier et Boris Scheigam sont des collaborateurs de longue date de Christophe Izard puisqu'ils incarnaient respectivement Casimir et Léonard le renard dans L'Île aux enfants (1974-1982) et Chnok et Sibor dans Les Visiteurs du mercredi (1975-1982). Quant à Gérard Camoin et Jean-Louis Terrangle, ils jouaient Hippolyte et M. Dusnob dans L'Île aux enfants.

## Produits dérivés
Comme tous les programmes jeunesse de l'époque, le programme a connu de nombreux produits dérivés, sous licence de TF1.
Parmi les jeux et jouets, on peut citer des peluches Boulgom, des figurines plastique de différentes tailles Ceji, deux maisons Vulli, des puzzles MB, des jeux de cubes France Jouets et plusieurs autres petits jouets. Des objets usuels (tasses, verres, réveils, linge de maison) aux couleurs du Village sont également sortis sur le marché.
Une série de livres a été publié par GP Rouge et Or totalisant 24 tomes, illustrées par des artistes connues comme Anne Hofer et Nadine Forster, ainsi qu'un album Panini et des plusieurs magazines des éditions Greantori.
Les disques Adès ont publié plusieurs 45 tours contenant la musique du générique et des histoires dérivées.